# Kleinste Zinne

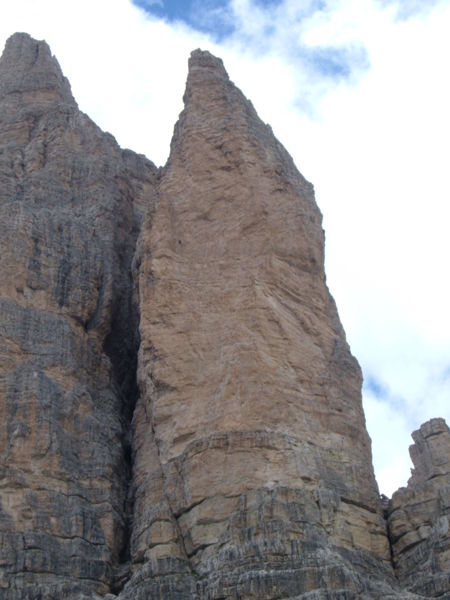
Preussturm met Cassinroute

De Kleinste Zinne is een kleinere maar klimtechnisch interessante en zeer populaire bergtop in het massief van de Drei Zinnen te Italië. De top wordt ook weleens Preussturm genoemd naar Paul Preuss die als eerste de berg traverseerde.
De twee bekendste routes zijn de Preussroute op de westwand: een schoorsteen die in rechte lijn naar de top voert, en de Cassinroute een wondermooie klimweg van zwaardere moeilijkheid. Beide zijn ongeveer 250 m hoog.
Grosse Zinne · Kleine Zinne · Westliche Zinne
Allerkleinste Zinne · Kleinste Zinne · Punta di Frida